# داریل نیکرم
داریل نیکرِم (انگلیسی: Darryl Knickrehm؛ زادهٔ ۳۰ ژانویهٔ ۱۹۸۰) یک کارگردان، نویسنده و ویراستار اهل ایالات متحده آمریکا و مقیم ژاپن است.
وی از برگزارکنندگان و بنیانگذاران جشنواره بین‌المللی فیلم کانسای در سال ۲۰۰۷ میلادی است. این اولین جشنواره فیلم در ژاپن است که تنها به فیلم‌های ژاپنی که توسط فیلم‌سازان غربی ساخته شده، می‌پردازد.
در سال ۲۰۱۳ میلادی وی مجله‌ای در زمینه فیلم و ادبیات گمانه‌زن تأسیس کرد. او در حال حاضر ناشر، سردبیر و تصویرگر این نشریه است.
از جمله فیلم‌های که وی در آن به عنوان کارگردان، نویسنده، تهیه‌کننده، تدوین‌گر و فیلم‌بردار نقش داشته است؛ می‌توان از ۱۵۲ محصول ۲۰۰۶ میلادی نام برد.